# León, Nicaragua
León är en stad och kommun i västra Nicaragua. Med drygt 160 000 invånare i staden och 201 100 invånare i kommunen (2012), är det både Nicaraguas näst största stad och näst största kommun. Det spanskspråkiga namnet som staden fick under den spanska koloniseringen av Amerika, Santiago de los Caballeros de León, används sällan. León är huvudstad  i departementet León. Trots att staden är mindre än Managua så är den det intellektuella centret i landet, med landets äldsta universitetet som grundades 1813. León är även ett viktigt industriellt och kommersiellt center i Nicaragua. 

## Geografi

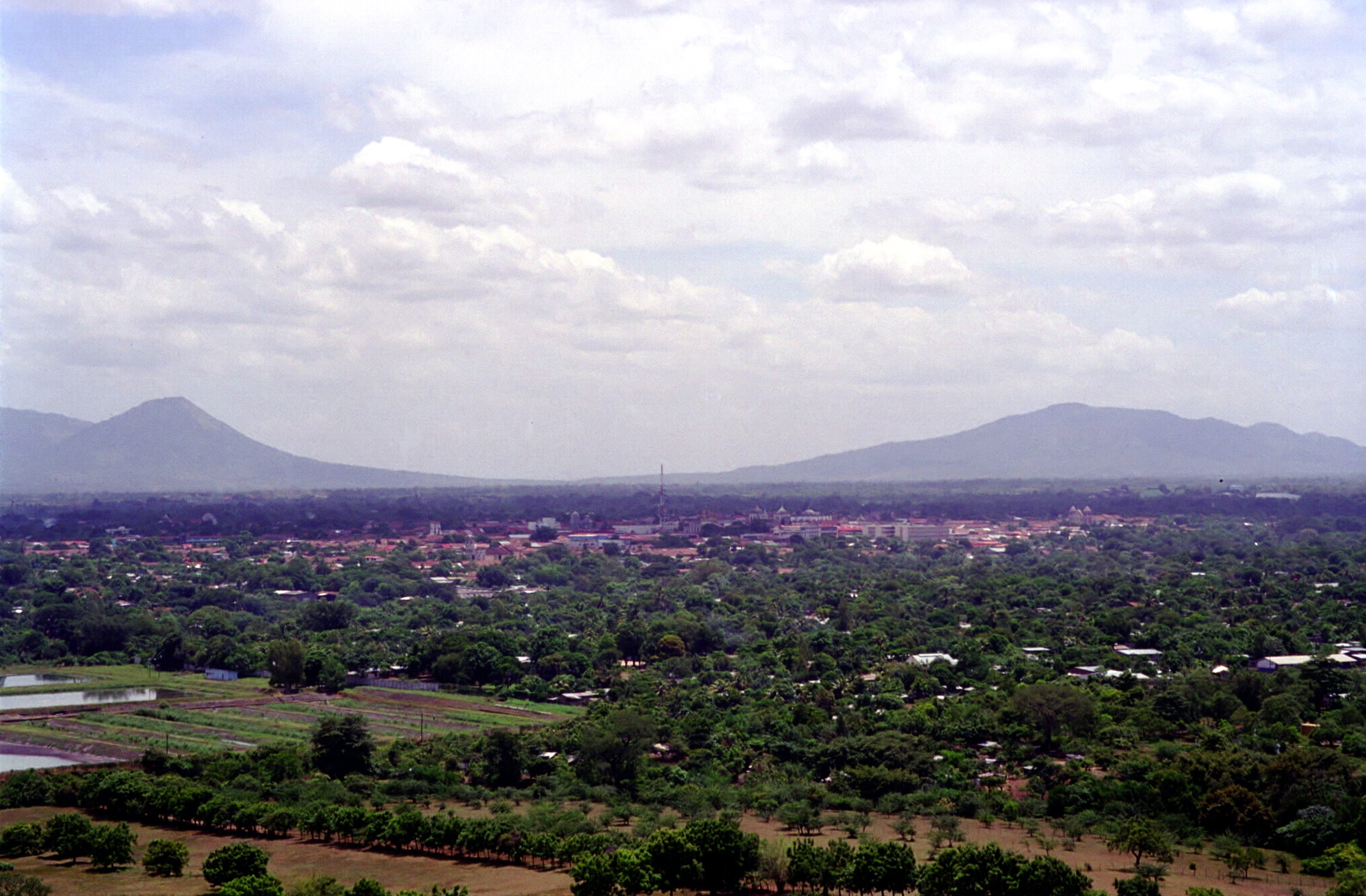
Vy över León från sydväst

Kommunen ligger på slättlandet mellan den vulkaniska bergskedjan Cordillera Los Maribios och Stilla havet. Den gränsar till kommunerna Chichigalpa, Quezalguaque och Telica i norr, Larreynaga, La Paz Centro och Nagarote i öster, Stilla havet i sydväst samt Corinto i väst. Staden León ligger vid ån Río Chiquito, halvvägs mellan stillahavskusten och vulkankedjan, ungefär 15 kilometer från vardera.

## Historia

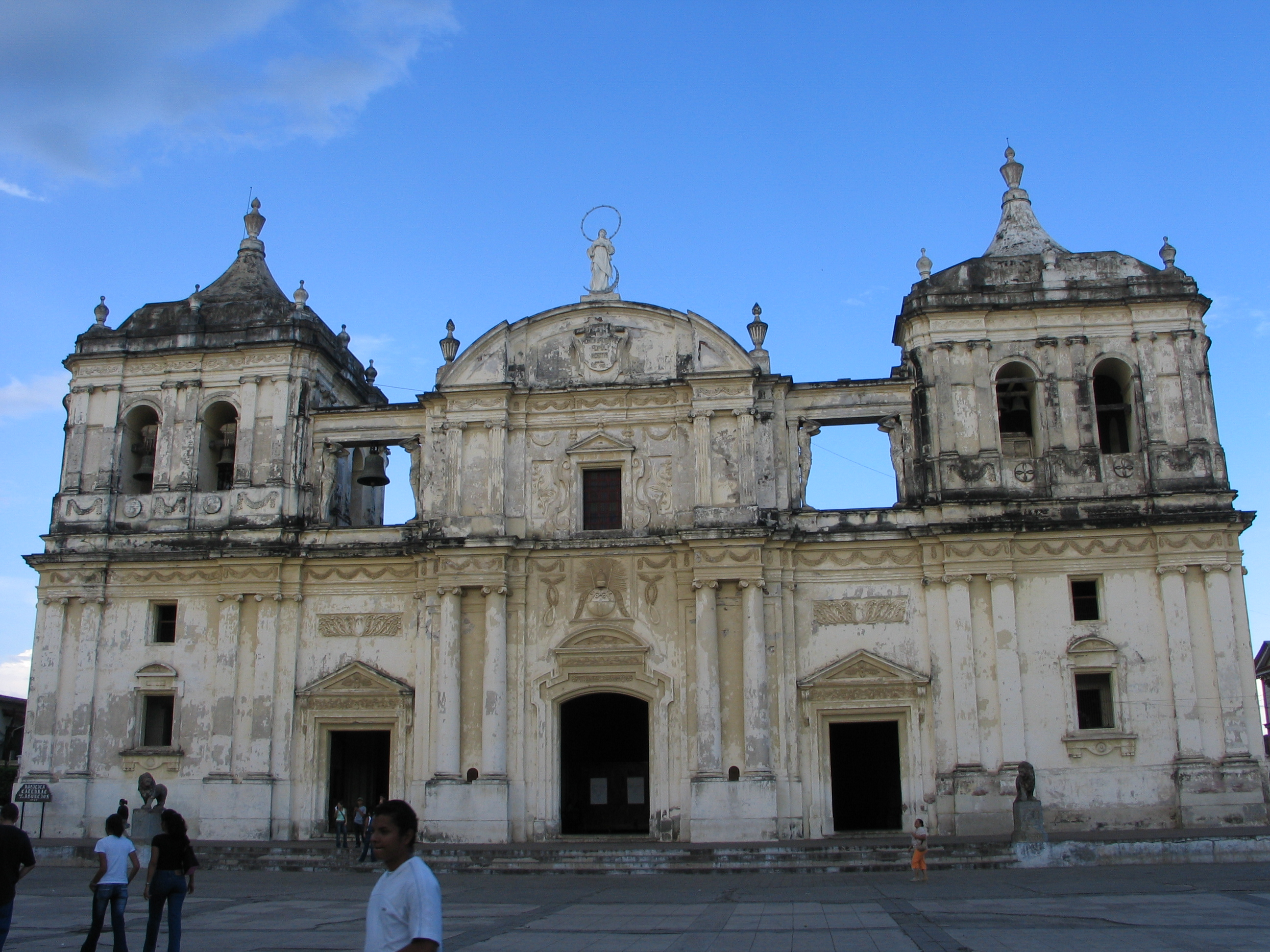
Asunciónbasilikan 2005.

Den första staden León i Nicaragua grundades 1524 av Francisco Hernández de Córdoba omkring tre mil öster om dess nuvarande läge, vid Lago Xolotlán. Efter att den närliggande vulkanen Momotombo fick ett utbrott 1610, bestämde sig befolkningen för att flytta till en annan plats för att skydda sig mot ytterligare vulkanutbrott. Den nya platsen hade varit en indiansk stad kallad Subtiava. Ruinerna efter den år 1610 övergivna staden hittades 1960 och placerades 2000 på Unescos världsarvslista 2000.
León har exempel på spansk koloniseringsarkitektur, bland annat Asunciónbasilikan som byggdes mellan 1706 och 1740, med uppförandet av ytterligare två torn 1746 och 1779.
När Nicaragua drog sig ur den Centralamerikanska federationen 1839, blev León huvudstad i den nya nationen Nicaragua. Under några år skiftades huvudstaden mellan León och Granada, då de liberala regeringarna föredrog León och de konservativa Granada, fram till att en kompromiss nåddes 1858 och det bestämdes att Managua skulle bli permanent huvudstad.

## Transporter
Från stationen i norra delen av staden går det bussar till alla departementets kommuner samt till Managua, Chinandega, Matagalpa och Estelí. Från Sutiava går det bussar till Poneloya på Stillahavskusten. Inom staden kan man åka minibuss, taxi eller cykeltaxi.
Järnvägen till León är nedlagd. Den gamla järnvägsstationen används nu som marknadsplats.
Staden har en liten flygplats 2 kilometer väster om centrum med en 2 036 meter lång asfalterad landningsbana, dock utan någon reguljär flygtrafik. Närmaste reguljära flygplats är Aeropuerto Internacional Augusto C. Sandino i Managua, 10 mil österut.

## Kända Personer (kronologiskt)[7]
- Diego Álvarez de Osorio (1485-1536), biskop
- Juan de Rojas y Ausa (1622-1685), biskop, författare och mystiker[8]
- Nicolás García Jerez (1756-1825), biskop
- Miguel Larreynaga (1772-1847), advokat, författare och diplomat
- Francisco Quiñones Sunsín (1782-1870),  poet och dramatiker
- Máximo Jerez Tellería (1818-1881), advokat, politiker och militär
- Miguel Ramírez Goyena (1857-1927), matematiker och botaniker
- Rubén Darío (1867-1916), poet, grundaren av modernismen i spansk litteratur
- José de la Cruz Mena (1874-1907), kompositör och dirigent
- Azarías H. Pallais (1884-1954), poet
- Alfonso Cortés (1893-1969), post-modernistisk poet
- Salomón de la Selva (1893-1959), poet
- Mariano Fiallos Gil (1907-1964), advokat, författare och universitetsrektor
- Rodrigo Peñalba (1908-1979), konstnär[9]
- Salvador Cardenal Argüello (1912-1988), etnomusikolog och radiopionjär
- Rosa Inés (1914-1998), nunna och mystisk poet
- Erwin Krüger (1915-1973), poet och kompositör
- Mariana Sansón Argüello (1918-), poet
- Rigoberto López Pérez (1929-1956), poet, mördade diktatorn Anastasio Somoza García
- Chepito Areas (1946-), trumslagare i Santanas band
- Milagros Palma (1949-), antropolog
- Francisco Mayorga (1949-), ekonom och författare
- Omar Cabezas (1950-), gerillasoldat, politiker och författare
- Aminta Granera Sacasa (1952-), gerillasoldat, Nicaraguas polischef
- Idania Fernández (1952-1979), revolutionär och martyr
- Mónica Baltodano (1954-), gerillasoldat, politiker

## Vänorter
- Hamburg, Tyskland
- Oxford, England
- Gettysburg, Pennsylvania, USA
- New Haven, Connecticut, USA
- Utrecht, Nederländerna
- Lund, Sverige